# ألبيرت بال
ألبيرت بال (بالفرنسية: Albert Palle)‏ ولد في 14 سبتمبر 1916 بلو هافر، وتوفى في 8 مارس 2007 بباريس، وهو كاتب فرنسي. وهو زوج دينيس جاليه شاعرة وصحفية عام 1960. حصل على جائزة رينودو الأدبية عام 1959.